# 地上権設定登記
地上権設定登記（ちじょうけんせっていとうき）は、日本における不動産登記の態様の1つで、当事者の設定行為により地上権が発生したことについての登記をいう（不動産登記法3条参照）。不動産登記においては一部の例外を除き、法定地上権と通常の地上権は特に区別されていない。民法388条の条文が設定されたものとみなすとなっているからである。
地上権は不動産に関する物権であるから、その発生を第三者に対抗するためには原則として登記をしなければならない（民法177条）。ただし、借地借家法や罹災都市借地借家臨時処理法（廃止）の例外がある。

## 略語などについて
説明の便宜上、次のとおり略語などを用いる。
法
不動産登記法（平成16年6月18日法律第123号）
令
不動産登記令（平成16年12月1日政令第379号）
規則
不動産登記規則（平成17年2月18日法務省令第18号）
記録例
不動産登記記録例（2009年（平成21年）2月20日民二500号通達）
旧記載例
不動産登記記載例（1979年（昭和54年）3月31日民三2112号通達）
区分地上権
民法269条の2に規定される地下又は空間を目的とする地上権

## 目的物
一筆の土地の一部を目的とする地上権設定契約をすることはできるが、分筆の登記をしなければ地上権設定登記はできない（令20条4号、1960年（昭和35年）3月31日民甲712号通達第14-1参照）。
また、所有権の一部や共有持分の全部又は一部を目的とする地上権設定契約は無効であるから、地上権設定登記もできない（1962年（昭和37年）3月26日民甲844号通達・登記研究320-63頁参照）。
既に地上権設定登記がされている土地につき、重ねて地上権設定登記をすることはできない（令20条7号）。登記された地上権の存続期間が満了していることが登記記録上明らかな場合でも、同様である（1962年（昭和37年）5月4日民甲1262号回答）。一方、既に地上権設定登記がされている土地につき、地上権設定仮登記をすることはできる（登記研究211-54頁）。
また、既に区分地上権設定登記がされている土地につき、地上権設定登記をすることはできないが、既に地上権設定登記がされている土地につき、区分地上権設定登記はすることができる（民法269条の2第2項参照）。

## 登記事項
絶対的登記事項として以下のものがある。
- 登記の目的
- 申請の受付の年月日及び受付番号
- 登記原因及びその日付
- 登記権利者の氏名又は名称及び住所並びに登記名義人が複数であるときはそれぞれの持分（以上法59条1号ないし4号）
- 順位番号（法59条8号、令2条8号、規則1条1号・規則147条1項及び3項）
- 設定の目的（法78条1号）
- 区分地上権設定の場合における、目的たる権利の範囲（法78条5号）

また、相対的登記事項として以下のものがある。
- 権利消滅の定め
- 共有物分割禁止の定め（争いあり）
- 代位申請によって登記した場合における、代位者の氏名又は名称及び住所並びに代位原因（以上法59条5号ないし7号）
- 地代又はその支払時期の定め
- 存続期間又は借地借家法22条前段もしくは23条1項の定め
- 地上権設定の目的が借地借家法23条1項又は2項に規定する建物の所有である旨
- 区分地上権設定の場合における、民法269条の2第1項後段の定め（以上法78条2号ないし5号）。
- 借地借家法24条1項の特約（争いあり）

ただし、借地借家法22条の定期借地権又は同法23条の事業用定期借地権を設定する場合は存続期間の定めは絶対的登記事項である。
本稿では、上記の登記事項のうち代位申請に関する事項以外の事項について、登記申請情報の記載方法を説明する。申請の受付の年月日及び受付番号については不動産登記#受付・調査を参照。

## 登記申請情報（一部）

### 登記の目的
登記の目的（令3条5号）は、「登記の目的　地上権設定」のように記載する（記録例250）。区分地上権の場合（記録例251）や法定地上権の場合（b:民事執行法第81条参照）でも同様である。

### 登記原因及びその日付
登記原因及びその日付（令3条6号）は、設定契約の成立日を日付として「原因　平成何年何月何日設定」のように記載する（記録例250）。ただし、地上権の目的たる土地が農地又は採草放牧地（b:農地法第2条1項）である場合、設定契約成立日とb:農地法第3条の許可書の到達日のうち遅い日を原因の日付とする。
法定地上権の場合、原則として買受人が代金を納付した日を日付として（b:民事執行法第79条参照）、「原因　平成何年何月何日法定地上権設定」と記載する（1980年（昭和55年）8月28日民三5267号通達第3-1-5）。

### 地上権設定の目的
地上権設定の目的（令別表33項申請情報、法78条1号・4号）の記載の例は以下のとおりである。
- 建物所有を目的とする場合、1991年の借地借家法の施行により「目的　建物所有」と記載するとされた（1992年（平成4年）7月7日民三3930号通達第1-1(2)、記録例253参照）。ただし、「目的　鉄筋コンクリート造建物所有」（記録例250・旧記載例182）のような従前の記載も可能であるとしている（同先例）。
- 竹木所有を目的とする場合、記録例252・旧記載例184は「目的　竹木所有」としているが、「目的　杉所有」のように具体的に記載するべきであるとする説（注解不動産法6-742頁）がある。建物以外の工作物についても同様に「目的　電柱所有」や「目的　記念碑所有」のように具体的に記載するべきであるとする説がある。建物以外の工作物については、「目的　ゴルフ場所有」（1972年（昭和47年）9月19日民三447号回答）や「目的　スキー場所有」（1983年（昭和58年）8月17日民三4814号依命回答）が先例で認められている。
- b:借地借家法第23条1項又は2項の事業用定期借地権の場合、「目的　借地借家法第23条第1項（又は第2項）の建物所有」のようにし（2007年（平成19年）12月28日民二2828号通達1(1)後段・同通達2なお書、記録例254・255）、b:借地借家法第25条の一時使用目的の借地権の場合、「目的　臨時建物所有」と記載する（1992年（平成4年）7月7日民三3930号通達第3-3）。
- 区分地上権の場合、「目的　高架鉄道敷設」（記録例251）や「目的　地下鉄道敷設」のように記載する。竹木の所有を目的とすることはできない（b:民法第269条の21項）。

### 区分地上権の範囲
区分地上権の範囲（令別表33項申請情報、法78条5号）は、「範囲　東京湾平均海面の上何メートルから上何メートルの間」（記録例251）や「範囲　土地の東南隅の地点を含む水平面を基準として下何メートルから下何メートルの間」（1966年（昭和41年）11月14日民甲1907号通達1）のように記載する。

### 地代
地代（令別表33項申請情報、法78条2号）は、「地代　1平方メートル1年何円」のように記載する（記録例250）。なお、地代の定めには地代に関する特約も含まれ、当該特約を登記できるとする説（注解不動産法6-744頁）がある。
地代の支払時期（令別表33項申請情報、法78条2号）は、「支払時期　毎年何月何日」のように記載する（記録例250）。
存続期間（令別表33項申請情報、法78条3号）は、「存続期間　何年」のように記載する（記録例250）。「存続期間　永久」と記載することも可能であるとされている（大判1903年（明治36年）11月16日民録9輯1244頁、注解不動産法6-743頁）。
借地借家法に基づく借地権の場合、期間に制限がある。b:借地借家法第3条・23条・25条を参照。
b:借地借家法第22条前段の定め（令別表33項申請情報、法78条3号）は、「特約　借地借家法第22条の特約」と記載する（1992年（平成4年）7月7日民三3930号通達第3-1(1)、記録例253）。
b:借地借家法第23条1項の定め（令別表33項申請情報、法78条3号）は、「特約　借地借家法第23条第1項の特約」と記載する（2007年（平成19年）12月28日民二2828号通達1(1)後段、記録例254）。
b:民法第269条の21項後段の定め（令別表33項申請情報、法78条5号）は、「特約　土地の所有者は高架鉄道の運行の障害となる工作物を設置しない」（記録例251）や「特約　土地の所有者は重さ10トン以上の建物を建ててはいけない」のように記載する。この特約は土地の使用の制限であって、全面禁止を定めることはできない（民法269条の2第1項後段、1966年（昭和41年）11月14日民甲1907号通達3）。
権利消滅の定め（令3条11号ニ）は、「特約　地上権者が死亡した時は地上権が消滅する」のように記載する（記録例252）。なお、b:借地借家法第24条1項の特約を権利消滅の定めとして登記できるかどうかは争いがある（登記インターネット51-158頁参照）。
共有物分割禁止の定め（令3条11号ニ）を地上権設定登記において登記できるかどうかは争いがある（登記インターネット66-148頁参照）。
登記申請人（令3条1号）は、地上権者を登記権利者、地上権設定者（土地の所有権登記名義人）を登記義務者として記載する。法定地上権の場合でも、裁判所の嘱託により登記できる規定が存在しないので、登記は原則どおり当事者の申請によりされる（1980年（昭和55年）8月28日民三5267号通達第3-1-5）。なお、法人が申請人となる場合、以下の事項も記載しなければならない。
- 原則として申請人たる法人の代表者の氏名（令3条2号）
- 支配人が申請をするときは支配人の氏名（一発即答14頁）
- 持分会社が申請人となる場合で当該会社の代表者が法人であるときは、当該法人の商号又は名称及びその職務を行うべき者の氏名（2006年（平成18年）3月29日民二755号通達4）。

添付情報（規則34条1項6号、一部）は、共同申請による場合、登記原因証明情報（法61条・令7条1項5号ロ）、登記義務者の登記識別情報（法22条本文）又は登記済証及び書面申請の場合には印鑑証明書（令16条2項・規則48条1項5号及び47条3号イ(1)、令18条2項・規則49条2項4号及び48条1項5号並びに47条3号イ(1)）である。法人が申請人となる場合は更に代表者資格証明情報（不動産登記令7条1項1号）も原則として添付しなければならない。
また、地上権の目的たる土地が農地又は採草放牧地（b:農地法第2条1項）である場合、b:農地法第3条の許可書（令7条1項5号ハ）を添付しなければならない。
区分地上権の設定登記の場合、目的たる土地に使用又は収益をする権利及びこれらの権利を目的とする権利が設定されている場合、当該権利を有する者全員の承諾が必要であり（b:民法第269条の2第2項前段）、承諾証明情報が添付情報となる（不動産登記令7条1項5号ハ、1966年（昭和41年）11月14日民甲1907号通達4）。この承諾証明情報が書面（承諾書）である場合には、原則として作成者が記名押印し、当該押印に係る印鑑証明書を承諾書の一部として添付しなければならない（令19条）。この印鑑証明書は当該承諾書の一部であるので、添付情報欄に「印鑑証明書」と格別に記載する必要はなく、作成後3か月以内のものでなければならないという制限はない。
借地借家法に基づく借地権の登記の場合、登記原因証明情報には制限が加えられている場合がある。登記原因証明情報#共同申請時の例外を参照。
なお、区分地上権の設定登記の場合、範囲は絶対的登記事項である（既述）が、地役権設定登記の場合と異なり、範囲を明確にするための図面を添付する必要はない（1966年（昭和41年）11月14日民甲1907号通達2）。
登録免許税（規則189条1項前段）は、不動産の価額の1,000分の10である（登録免許税法別表第1-1(3)イ）。なお、端数処理など算出方法の通則については不動産登記#登録免許税を参照。

## 登記の実行
地上権設定登記は主登記で実行される（規則3条参照）。なお、権利の消滅に関する登記は、設定の登記とは独立した登記として付記登記で実行される（規則3条6号、記録例252）。